# 狼人之末日怒吼—森林之心
《狼人之末日怒吼－森林之心》是結合视觉小说與角色扮演元素的電子遊戲，由Different Tales开发、Walkabout Games发行。游戏于2020年10月首发，对应Linux、macOS和Microsoft Windows平台。任天堂Switch版于2021年1月发行；Xbox One版预定于同年2月发行。作品改编自桌上角色扮演游戏系列黑暗世界之子系列狼人之末日怒吼。